# حتی اگر سنگ از آسمان ببارد
حتی اگر سنگ از آسمان ببارد (انگلیسی: Come Rain, Come Shine) با نام اصلی دوستت دارم، دوستت ندارم (کره‌ای: 사랑한다, 사랑하지 않는다) یک فیلم کره‌ای به کارگردانی لی یون-کی است که در سال ۲۰۱۱ منتشر شد. این فیلم نخستین بار در ۶۱ مین دورهٔ جشنواره بین‌المللی فیلم برلین اکران شد و نامزد دریافت خرس طلایی بود.